# Mueang Phichit (huyện)
Mueang Phichit (tiếng Thái: เมืองพิจิตร) là huyện thủ phủ  (Amphoe Mueang) của tỉnh Phichit, phía bắc Thái Lan.

## Địa lý
Các huyện giáp ranh (từ phía đông theo chiều kim đồng hồ) là Sak Lek, Wang Sai Phun, Taphan Hin, Pho Prathap Chang, Sam Ngam của tỉnh Phichit và Bang Krathum của tỉnh Phitsanulok.

## Hành chính
Huyện này được chia thành 16 phó huyện (tambon), các đơn vị này lại được chia ra thành 134 làng (muban). Thị xã (thesaban mueang) Phichit nằm trên toàn bộ tambon Nai Mueang. Có 3 thị trấn (thesaban tambon) - Tha Lo và Hua Dong mỗi đơn vị nằm trên một tambon cùng tên, còn Wang Krot thuộc một phần của tambon Ban Bung. Có 15 tổ chức hành chính tambon.
| STT | Tên            | Tên tiếng Thái | Số làng | Dân số |  |
| --- | -------------- | -------------- | ------- | ------ |  |
| 1.  | Nai Mueang     | ในเมือง         | -       | 23.791 |  |
| 2.  | Phai Khwang    | ไผ่ขวาง         | 8       | 3.666  |  |
| 3.  | Yan Yao        | ย่านยาว         | 10      | 6.127  |  |
| 4.  | Tha Lo         | ท่าฬ่อ           | 7       | 5.687  |  |
| 5.  | Pak Thang      | ปากทาง         | 9       | 5.738  |  |
| 6.  | Khlong Khachen | คลองคะเชนทร์    | 9       | 8.297  |  |
| 7.  | Rong Chang     | โรงช้าง         | 7       | 5.933  |  |
| 8.  | Mueang Kao     | เมืองเก่า        | 9       | 5.775  |  |
| 9.  | Tha Luang      | ท่าหลวง         | 10      | 6.299  |  |
| 10. | Ban Bung       | บ้านบุ่ง          | 7       | 7.494  |  |
| 11. | Kha Mang       | ฆะมัง           | 12      | 6.389  |  |
| 12. | Dong Pa Kham   | ดงป่าคำ         | 9       | 4.973  |  |
| 13. | Hua Dong       | หัวดง           | 9       | 7.197  |  |
| 15. | Pa Makhap      | ป่ามะคาบ        | 14      | 8.594  |  |
| 19. | Sai Kham Ho    | สายคำโห้        | 5       | 2.581  |  |
| 20. | Dong Klang     | ดงกลาง         | 9       | 4.527  |  |

Các con số mất là tambon nay tạo thành huyện Sak Lek.